# Campionat del Món de natació de 2013
El Campionat del Món de natació de 2013 fou una competició esportiva que se celebrà a Barcelona entre el 19 de juliol i el 4 d'agost de 2013 sota l'organització de la Federació Internacional de Natació (FINA). Es realitzaren competicions de natació, natació sincronitzada, salts, natació en aigües obertes, waterpolo i, per primera vegada en la història d'aquests campionats, salts de gran altura.
El campionat va ser originalment adjudicat a Dubai el 2009, però el març de 2010 aquesta ciutat va renunciar a l'organització de l'esdeveniment. El 26 setembre 2010 la FINA va reelegir Barcelona com a seu. Barcelona havia acollit anteriorment el Campionat del Món de 2003.

## Elecció
La FINA va anunciar del 4 de novembre de 2008 les set candidates a ser seu del Mundial: Dubai, Hamburg, Moscou, Madrid, Belgrad, una doble candidatura de Budapest i Balatonfüred, i com a setena ciutat Hong Kong. El 3 de març de 2009 van ser anunciades les tres ciutats candidates finalistes: Dubai, Hamburg i Moscou. El 18 de juliol de 2009 es va concedir l'organització a Dubai, però el 15 de maig de 2010, la FINA va anunciar que Dubai renunciava a l'organització, al·legant motius econòmics, i que se seleccionaria una nova seu.
Quan faltaven tres anys, el 22 de juliol de 2010 la FINA va realitzar un segon procés de selecció per a la seu del 2013. En aquest procés les sis ciutats que es van prendre en consideració foren: Hamburg, Moscou, Eindhoven, Sydney, Seül i Barcelona. Eindhoven no va passar el tall i foren les cinc ciutats restants les que lluitarien pel mundial. El 26 de setembre de 2010 a Punta del Este (Uruguai), la FINA va seleccionar Barcelona com la seu final.
| Primer procés                    | Segon procés         |
| -------------------------------- | -------------------- |
| Dubai, Emirats Àrabs Units       | Barcelona, Catalunya |
| Hamburg, Alemanya                | Hamburg, Alemanya    |
| Moscou, Rússia                   | Moscou, Rússia       |
| Madrid, Espanya                  | Seül, Corea del Sud  |
| Belgrad, Sèrbia                  | Sydney, Austràlia    |
| Budapest i Balatonfüred, Hongria |                      |
| Hong Kong, R.P. de la Xina       |                      |

## Instal·lacions
Les competicions es desenvoluparen en les següents instal·lacions barcelonines. Coincideixen amb les que es van utilitzar al Mundial de 2003:
- Palau Sant Jordi: natació, natació sincronitzada i finals de waterpolo
- Piscina Municipal de Montjuïc: salts
- Port Vell (Moll de la fusta): natació en aigües obertes i salts de gran altura
- Piscines Bernat Picornell: waterpolo

## Calendari
La cerimònia d'obertura tingué lloc el 19 de juliol de 2013.
| 1 | Nombre de finals    |
| ● | Altres competicions |

| Juliol-agost 2013         | 20 Ds | 21 Dg | 22 Dl | 23 Dm | 24 Dc | 25 Dj | 26 Dv | 27 Ds | 28 Dg | 29 Dl | 30 Dm | 31 Dc | 1 Dj | 2 Dv | 3 Ds | 4 Dg | Medalles d'or |
| ------------------------- | ----- | ----- | ----- | ----- | ----- | ----- | ----- | ----- | ----- | ----- | ----- | ----- | ---- | ---- | ---- | ---- | ------------- |
| Salts                     | 1     | 1     | 2     | 2     | ●     | 1     | 1     | 1     | 1     |       |       |       |      |      |      |      | 10            |
| Salts de gran altura      |       |       |       |       |       |       |       |       |       | ●     | 1     | 1     |      |      |      |      | 2             |
| Natació en aigües obertes | 2     |       | 1     | 1     |       | 1     |       | 2     |       |       |       |       |      |      |      |      | 7             |
| Natació                   |       |       |       |       |       |       |       |       | 4     | 4     | 5     | 4     | 5    | 5    | 5    | 8    | 40            |
| Natació sincronitzada     | 1     | 1     | 1     | ●     | 1     | 1     | 1     | 1     |       |       |       |       |      |      |      |      | 7             |
| Waterpolo                 |       | ●     | ●     | ●     | ●     | ●     | ●     | ●     | ●     | ●     | ●     | ●     | ●    | 1    | 1    |      | 2             |
| Medalles d'or totals      | 4     | 2     | 4     | 3     | 1     | 3     | 2     | 4     | 5     | 4     | 6     | 5     | 5    | 6    | 6    | 8    | 68            |
| Total acumulat            | 4     | 6     | 10    | 13    | 14    | 17    | 19    | 23    | 28    | 32    | 38    | 43    | 48   | 54   | 60   | 68   |               |

## Medaller
*   Seu
| Posició | País              | Or | Plata | Bronze | Total |
| 1       | Estats Units      | 15 | 10    | 9      | 34    |
| 2       | R.P. de la Xina   | 14 | 8     | 4      | 26    |
| 3       | Rússia            | 9  | 6     | 4      | 19    |
| 4       | França            | 4  | 1     | 4      | 9     |
| 5       | Hongria           | 4  | 1     | 2      | 7     |
| 6       | Austràlia         | 3  | 11    | 0      | 14    |
| 7       | Alemanya          | 3  | 3     | 4      | 10    |
| 8       | Brasil            | 3  | 2     | 5      | 10    |
| 9       | Sud-àfrica        | 3  | 1     | 1      | 5     |
| 10      | Espanya           | 1  | 6     | 5      | 12    |
| 11      | Itàlia            | 1  | 3     | 1      | 5     |
| 12      | Dinamarca         | 1  | 3     | 0      | 4     |
| 13      | Japó              | 1  | 2     | 3      | 6     |
| 14      | Grècia            | 1  | 1     | 0      | 2     |
| 14      | Lituània          | 1  | 1     | 0      | 2     |
| 14      | Suècia            | 1  | 1     | 0      | 2     |
| 17      | Països Baixos     | 1  | 0     | 3      | 4     |
| 18      | Tunísia           | 1  | 0     | 1      | 2     |
| 19      | Colòmbia          | 1  | 0     | 0      | 1     |
| 20      | Canadà            | 0  | 3     | 4      | 7     |
| 21      | Polònia           | 0  | 2     | 1      | 3     |
| 22      | Regne Unit        | 0  | 1     | 4      | 5     |
| 23      | Regne Unit        | 0  | 1     | 1      | 2     |
| 24      | Bèlgica           | 0  | 1     | 0      | 1     |
| 24      | Montenegro        | 0  | 1     | 0      | 1     |
| 26      | Mèxic             | 0  | 0     | 4      | 4     |
| 27      | Nova Zelanda      | 0  | 0     | 3      | 3     |
| 28      | Croàcia           | 0  | 0     | 1      | 1     |
| 28      | Finlàndia         | 0  | 0     | 1      | 1     |
| 28      | Malàisia          | 0  | 0     | 1      | 1     |
| 28      | Trinitat i Tobago | 0  | 0     | 1      | 1     |
| Total   | Total             | 68 | 69    | 67     | 204   |

## Equips participants
Al campionat hi participen un total de 181 equips. La majoria pertanyen a federacions d'estats independents encara que amb algunes excepcions: Antilles Neerlandeses, Aruba, Bermudes, Guam, Illes Cook, Illes Fèroe, Illes Mariannes Septentrionals, Illes Verges Nord-americanes, Hong Kong, Macau, Puerto Rico, Samoa i Tahití. L'Equador participà sota la bandera de la FINA.
- Albània
- Algèria
- Samoa Americana
- Andorra
- Angola
- Antigua i Barbuda
- Argentina
- Armènia
- Aruba
- Austràlia
- Àustria
- Azerbaidjan
- Bahames
- Bahrain
- Bangladesh
- Barbados
- Belarús
- Bèlgica
- Benín
- Bermudes
- Bolívia
- Bòsnia i Hercegovina
- Botswana
- Brasil
- Brunei
- Bulgària
- Burkina Faso
- Burundi
- Cambodja
- Camerun
- Canadà
- República Centreafricana
- Xile
- R.P. de la Xina
- Xina Taipei
- Colòmbia
- Comores
- Rep. del Congo
- R.D. del Congo
- Illes Cook
- Costa Rica
- Croàcia
- Cuba
- Xipre
- Txèquia
- Dinamarca
- Djibouti
- República Dominicana
- (FINA) Equador
- Egipte
- El Salvador
- Estònia
- Etiòpia
- Illes Fèroe
- Micronèsia
- Fiji
- Finlàndia
- França
- Gàmbia
- Geòrgia
- Alemanya
- Ghana
- Regne Unit
- Grècia
- Grenada
- Guam
- Guatemala
- Guinea
- Guyana
- Hondures
- Hong Kong
- Hongria
- Islàndia
- Índia
- Indonèsia
- Iran
- Iraq
- Irlanda
- Israel
- Itàlia
- Costa d'Ivori
- Jamaica
- Japó
- Jordània
- Kazakhstan
- Kenya
- Corea del Nord
- Corea del Sud
- Kuwait
- Kirguizstan
- Laos
- Letònia
- Líban
- Lesotho
- Líbia
- Liechtenstein
- Lituània
- Luxemburg
- Macau
- Macedònia del Nord
- Madagascar
- Malàisia
- Maldives
- Mali
- Malta
- Illes Marshall
- Maurici
- Mèxic
- Moldàvia
- Mònaco
- Mongòlia
- Montenegro
- Marroc
- Moçambic
- Myanmar
- Namíbia
- Nepal
- Països Baixos
- Antilles Neerlandeses
- Nova Zelanda
- Nicaragua
- Níger
- Nigèria
- Illes Mariannes Septentrionals
- Noruega
- Pakistan
- República de Palau
- Palestina
- Panamà
- Papua Nova Guinea
- Paraguai
- Perú
- Filipines
- Polònia
- Portugal
- Puerto Rico
- Qatar
- Romania
- Rússia
- Ruanda
- Saint Lucia
- Saint Vincent i les Grenadines
- Samoa
- Senegal
- Sèrbia
- Seychelles
- Sierra Leone
- Singapur
- Eslovàquia
- Eslovènia
- Somàlia
- Sud-àfrica
- Espanya
- Sri Lanka
- Sudan
- Surinam
- Suècia
- Suïssa
- Síria
- Tahití
- Tadjikistan
- Tanzània
- Tailàndia
- Togo
- Tonga
- Trinitat i Tobago
- Tunísia
- Turquia
- Turkmenistan
- Uganda
- Ucraïna
- Emirats Àrabs Units
- Estats Units
- Illes Verges Americanes
- Uruguai
- Uzbekistan
- Veneçuela
- Vietnam
- Iemen
- Zàmbia
- Zimbàbue

## Esportistes dels Països Catalans

### Participants

#### Natació
- Pol Arias - (200m lliures)[6]
- Mireia Belmonte - UCAM Fuensanta (200 m estils, 400 m estils, 400 m lliures, 800 m lliures, 1500 m lliures, 200 m papallona, relleus 4x200 m estils)[7]
- Frederick Bousquet - CN Marseille (50 m lliures, 50m papallona, relleus 4x100 m lliures)[8]
- Melanie Costa - CN La Salle (100 m lliures, 200 m lliures, 400 m lliures, relleus 4x100 m lliures, relleus 4x200 m lliures, relleus 4x100 m estils)[9]
- Pablo Feo - (50 m esquena)[10]
- Marina Garcia - CE Mediterrani (50 m braça, 100 m braça, 200 m braça, relleus 4x100 m estils)[11]
- Marta González - VIC-ETB (4x100 m lliures)[12]
- Judit Ignacio - CN Sabadell (100 m papallona, 200 m papallona)[13]
- Mercedes Peris - CN Santa Olaya (50 m esquena, 100 m esquena)[14]
- Albert Puig - CN Terrassa (200 m estils)[15]
- Miguel Rando - CN Sant Andreu (50 m esquena)[16]
- Mònica Ramírez - CE Mediterrani (50 m lliures, 100 m lliures)[17]
- Gerard Rodríguez - CN Badalona (4x200 m lliures)[18]
- Marc Sánchez - CN Sabadell (800 m lliures, 1500 m lliures, relleus 4x200 m lliures)[19]
- Jessica Vall - CN Sant Andreu (50 m braça, 200 m braça)[20]
- Erika Villaécija - CN Sant Andreu (1500 m lliures)[21]
- Aschwin Wildeboer - CN Sabadell (50 m esquena, 100 m esquena)[22]
- Rikke Møller Pedersen[23]

#### Aigües obertes
- Yurema Requena - CN Vila-real (5 km, 10 km)[24]
- Erika Villaécija - CN Sant Andreu (10 km)[21]

#### Natació sincronitzada
- Clara Basiana - CN Kallipolis (equip i combo)[25]
- Ona Carbonell - CN Kallipolis (solo, duet, equip i combo)[26]
- Margalida Crespí - CN Mediterrània (duet, equip i combo)[27]
- Paula Klamburg - CN Kallipolis (equip i combo)[28]
- Sara Levy - CN Kallipolis (equip i combo)[29]
- Meritxell Mas - CN Granollers (equip i combo)[30]
- Irene Montrucchio - CN Kallipolis (combo)[31]
- Laia Pons - CN Granollers (equip i combo)[32]
- Cristina Salvador - CN Granollers (equip i combo)[33]

#### Waterpolo
- Iñaki Aguilar - CN Sabadell
- Ricard Alarcón - CN Terrassa
- Rubén de Lera - CN Atlètic Barceloneta
- Albert Español - Florentia
- Pere Estrany - CN Sabadell
- Xavi Garcia - Rijeka
- Daniel López - CN Atlètic Barceloneta
- Marc Minguell - CN Atlètic Barceloneta
- Felipe Perrone - CN Atlètic Barceloneta
- Balazs Sziranyi - CN Atlètic Barceloneta
- Xavier Vallès - CN Sabadell
- Marta Bach - CN Mataró
- Anna Espar - UCLA
- Laura Ester - CN Sabadell
- Maica Garcia - CN Sabadell
- Ona Meseguer - CN Sant Andreu
- Mati Ortiz - CN Sabadell
- Jennifer Pareja - CN Sabadell
- Pilar Peña - CN Sabadell
- Roser Tarragó - CN Mataró